# Piotr Tkałun
Piotr Pachomowicz Tkałun (ros. Пётр Пахомович Ткалун, ukr. Петро́ Пахо́мович Ткалу́н; ur. 1894 we wsi Szarkiwszczyna k. Myrhorodu w ówczesnej guberni połtawskiej, zm. 29 lipca 1938 w Kommunarce) – radziecki wojskowy narodowości ukraińskiej, komdiw Armii Czerwonej. Ofiara wielkiej czystki.

## Życiorys
Urodził się w ukraińskiej rodzinie żandarma. Od 1911 do 1915 uczył się w seminarium nauczycielskim w Soroczycach, po czym został repetytorem, od czerwca 1916 służył w rosyjskiej armii w Kostromie. Od lipca do grudnia 1916 uczył się w Wileńskiej Szkole Wojskowej w Połtawie, po czym został chorążym w 287 pułku piechoty, we wrześniu 1917 wstąpił do partii bolszewików. Brał udział w I wojnie światowej na Froncie Południowo-Zachodnim, później został wybrany przewodniczącym komitetu pułkowego. Od sierpnia 1918 służył w Armii Czerwonej, walczył w wojnie domowej na Froncie Południowym, a od stycznia 1919 na Froncie Ukraińskim, 26 maja 1919 został komisarzem 1 Ukraińskiej Armii (do 25 czerwca 1919), w sierpniu i wrześniu 1919 był komisarzem 44 Dywizji Piechoty, następnie przez miesiąc zastępcą szefa Zarządu Politycznego 12 Armii. Od października 1919 do stycznia 1920 dowodził 173 Brygadą Piechoty 58 Dywizji Piechoty, od stycznia do maja 1920 był komisarzem 2 Brygady Galicyjskiej i jednocześnie do kwietnia 1920 przewodniczącym komisji wojskowo-politycznej 12 Armii. Brał udział w wojnie z Polską, w maju 1920 dostał się do polskiej niewoli, w której przebywał do czerwca. Od 4 sierpnia do 11 września 1920 był komisarzem 25 Dywizji Piechoty, potem do stycznia 1921 komisarzem w sztabie 12 Armii i jednocześnie od 22 listopada do 25 grudnia 1920 członkiem Rewolucyjnej Rady Wojskowej 12 Armii, następnie krótko był zastępcą szefa sekcji politycznej Prawobrzeżnej Ukrainy przy KC KP(b)U i dowodzenia wojskami Ukrainy i Krymu.
W styczniu 1921 został zastępcą szefa Zarządu Politycznego i komisarzem sztabu Kijowskiego Okręgu Wojskowego, od grudnia 1921 do kwietnia 1922 był naczelnikiem szkoły Armii Czerwonej w Kijowie, a do kwietnia 1924 w Charkowie. Od kwietnia 1924 do grudnia 1926 był naczelnikiem 2 szkoły piechoty Armii Czerwonej im. Unszlichta, od grudnia 1926 do grudnia 1929 wojskowym komendantem Moskwy, a od grudnia 1929 do grudnia 1930 przewodniczącym zarządu trustu Najwyższej Rady Gospodarki Narodowej produkującego broń i amunicję. Studiował w Akademii Wojskowej im. Frunzego. Od października 1930 do listopada 1935 ponownie był wojskowym komendantem Moskwy, a od listopada 1935 do 28 stycznia 1936 komendantem Kremla, 21 listopada 1935 otrzymał stopień komdiwa. Od 28 stycznia 1936 do 25 września 1937 był szefem Zarządu Komendantury Kremla NKWD ZSRR. Od września 1937 do stycznia 1938 pozostawał w dyspozycji Ludowego Komisariatu Obrony ZSRR.
W 1928 został odznaczony Orderem Czerwonego Sztandaru, a w 1936 Orderem Czerwonej Gwiazdy.
8 stycznia 1938 został aresztowany, 29 lipca 1938 skazany na śmierć przez Izbę Wojskową Sądu Najwyższego ZSRR pod zarzutem udziału w wojskowym spisku i przygotowywaniu aktu terrorystycznego i rozstrzelany. 12 maja 1956 został pośmiertnie zrehabilitowany.